# Krzysztof Ostrowski
Krzysztof Ostrowski (Breslavia, 3 maggio 1982) è un ex calciatore polacco, di ruolo centrocampista.